# Яла (провинция)
Яла (тайск. ยะลา) — одна из 77-и провинций Таиланда, на её территории располагается южнейшая точка страны. Провинция не имеет выхода к морю, граничит с тайскими провинциями Сонгкхла, Паттани и Наратхиват, а также с малайзийскими штатами Кедах и Перак.
Население — 432 245 человек (2010, 58-я из всех провинций), проживающих на территории 4 521,1 км² (47-я).
Административный центр Яла — город Яла. Провинция разделена на восемь районов-ампхе.

## Население
Яла — одна из четырёх провинций Таиланда, где преобладают мусульмане. Среди языков распространён язык яви, близкий к малайскому.

## Административное деление
Провинция делится на 8 районов (ампхе), которые в свою очередь, состоят из 56 подрайона (тамбон) и 341 поселений (мубан):
| Amphoe                                                                                                  | |
| --- | --- |
| 1. Mueang Yala (Malay: Jala) 2. Betong (Malay: Betung) 3. Bannang Sata (Malay: Benang Setar) 4. Than To | 1. Yaha (Malay: Johar) 2. Raman (Malay: Reman) 3. Kabang (Malay: Kabae or Kabe) 4. Krong Pinang (Malay: Kampung Pinang) |